# João Mário Neto Lopes
João Mário Neto Lopes, mais conhecido apenas como João Mário (São João da Madeira, 3 de janeiro de 2000) é um futebolista português que atua como lateral-direito e ponta-direita. Atualmente, joga na Juventus.

## Carreira

### Porto

#### Base
Nascido em São João da Madeira, João iniciou sua carreira no clube local Saojoanense com seis anos, ficando até os nove anos quando migrou para o Porto em 2008 para atuar no Sub-9. Passou por todas as categorias de base do Porto, inclusive pela Escola Dragon Force e pelo Padroense, tendo formado-se junto como jogadores como Vitinha, Fábio Vieira e Diogo Costa. Ainda na base, renovou seu contrato em 21 de dezembro de 2018, até 2022.
João Mário ainda atuava como ponteiro nessa época, tendo feito gols na campanha da Liga Jovem da UEFA de 2018-19 onde o Porto sagrou-se campeão ao vencer Chelsea por 3–1 em 3 de abril de 2019, além de ter começado o jogo como titular. João Mário atuou em 10 jogos da campanha vitoriosa e fez dois gols, contra o Lokomotiv Moscou e Galatasaray.

#### Profissional
Após ter disputado 19 jogos pelo Time B, foi integrado ao time principal oficialmente na temporada e fez sua estreia na 32ª rodada da Primeira Liga contra o Sporting na vitória de 2–0 em 16 de julho de 2020, que garantiu o título nacional para o Dragão. João entrou aos 84 minutos de partida no lugar de Luís Diaz.  Também atuou na última rodada contra o Benfica, somando duas partidas na temporada.
Em 17 de dezembro de 2020, foi anunciado sua nova renovação de contrato com Dragão, extendendo seu vínculo até 2025. Apesar de atuar regularmente, dividiu a maioria das atuações com Wilson Manafá na temporada. No clássico, contra o Benfica concedeu uma assistência no empate de 1–1. No jogo contra o Farense pela 32ª rodada  em 10 de meio, fez um dos gols da goleada de 5–1.
Na rodada seguinte cinco dias depois, deu mais uma assistência, para Toni Martínez fazer o primeiro gol da vitória de 3–0 sobre o Rio Ave. E na última rodada do Campeonato em 19 de maio, deu uma assistência para Marko Grujić fazer o segundo gol do Porto na goleada por 4–0 sobre o Belenenses, sendo sua terceira assistência em quatro partidas.
Devido a inconsistência dos laterais direitos portistas na temporada, João Mário acabou sendo recuado para essa posição pelo técnico Sérgio Conceição e efetivado nela, tendo tornado-se titular absoluto na posição no decorrer da temporada, apesar de num primeiro momento não ter ficado muito contente por trocar de posição.
Fez seu primeiro gol pelo time principal do Dragão em 8 de janeiro de 2021, fazendo o último gol da vitória de 4–1 sobre o Famalicão na 13ª rodada da Primeira Liga.
Em 17 de fevereiro, deu duas assistências para os gols feitos por Toni Martínez na vitória de 2–1 sobre a Lazio no jogo de ida dos playoffs da Liga Europa. Integrou o elenco campeão do Porto na temporada, sendo titular absoluto praticamente. Contribuiu com 36 partidas e quatro assistências. Seu bom desempenho na temporada levou-o a ser especulados em outros clubes.
Atingiu a marca de 100 partidas pelo clube no empate de 1–1 com o Arouca na 4ª rodada da Primeira Liga de 2023–24, em 3 de setembro de 2023.

## Seleção Portuguesa

### Sub-19
Foi um dos 22 convocados para representar Portugal no Torneio de Toulon de 2019, em maio. Em julho, foi um dos 23 convocados para Eurocopa Sub-19.

### Sub-21
Com três jogos pela categoria, não havia sido convocado para a lista dos 23 convocados para a Eurocopa Sub-21 de 2021 na Hungria e Eslovênia, mas com as lesões de Jota e Rafael Leão, foi chamado juntamente com Gonçalo Ramos em 19 de março para ocupar seus lugares.

### Principal
João Mário foi convocado pela primeira vez à Seleção Principal de Portugal em 13 de novembro de 2023, substituindo Diogo Dalot, para amistoso contra Liechtenstein e Islândia, nos dias 16 e 19 de novembro, respectivamente. Fez sua estreia na vitória por 2–0 sobre Liechtenstein, entrando no lugar de Raphaël Guerreiro no segundo tempo.

## Estatísticas

### Seleção Portuguesa
Atualizadas até dia 22 de março de 2024.

#### Sub-18
| Ano   |       |      |         |
| Ano   | Jogos | Gols | Assist. |
| ----- | ----- | ---- | ------- |
| 2018  | 2     | 0    | 0       |
| Total | 2     | 0    | 0       |

#### Sub-19
| Ano   |       |      |         |
| Ano   | Jogos | Gols | Assist. |
| ----- | ----- | ---- | ------- |
| 2018  | 8     | 0    | 1       |
| 2019  | 11    | 2    | 4       |
| Total | 19    | 2    | 5       |

#### Sub-20
| Ano   |       |      |         |
| Ano   | Jogos | Gols | Assist. |
| ----- | ----- | ---- | ------- |
| 201o  | 6     | 1    | 1       |
| Total | 6     | 1    | 1       |

#### Sub-21
| Ano   |       |      |         |
| Ano   | Jogos | Gols | Assist. |
| ----- | ----- | ---- | ------- |
| 2020  | 3     | 1    | 0       |
| 2021  | 6     | 0    | 1       |
| 2022  | 6     | 1    | 2       |
| Total | 15    | 1    | 3       |

#### Principal
| Ano   |       |      |         |
| Ano   | Jogos | Gols | Assist. |
| ----- | ----- | ---- | ------- |
| 2023  | 2     | 0    | 0       |
| 2024  | 1     | 0    | 0       |
| Total | 3     | 0    | 0       |

## Títulos

### Porto

#### Base
- Nacional de Juniores: 2018–19
- Liga Jovem da UEFA: 2018–19

#### Profissional
- Primeira Liga: 2019–2020, 2021–22
- Taça de Portugal: 2019–20, 2021–22, 2022–23,  2023–24
- Supertaça Cândido de Oliveira: 2020, 2022, 2024
- Taça da Liga: 2022-23